# Amerikai foltos ló
Az amerikai foltos ló, azaz paint horse fajta a quarter horse pinto mintájú változata. A fajta neve gyakran összemosódik a pinto kifejezéssel, ami egy gyűjtőnév. Minden fehér foltos lovat így neveznek, származástól függetlenül. A pintonak nevezett mintázatok közé a tobiano, az overo és ezek kombinációja, a tovero tartozik. A párductarka vagy appaloosa mintát nem sorolják a pinto minták közé és nem elfogadott a paint fajtában.

## Története
Amikor Hernán Cortés 1519-ben aranyat keresve Amerikába hajózott, a nagy utazásra 16 lovat vitt magával. A lovak közül az egyik sárga volt, fehér foltokkal a hasán. Innen származtatja a hagyomány a musztángok között gyakori pinto mintázatokat. A spanyolok elvadult lovai később sok fajta őseivé váltak, melyeknek tovább örökítették a mintázatokat is. Ilyen fajta például az appaloosa és a mexikói galiceno. A 17. században importált telivérek és válogatott őshonos lovak keresztezésével indult meg a quarter horse kialakítása. Az ősei között szerepel a Chickasaw ló, ami a konkvisztádorok lovaitól származó fajta, így spanyol, arab és berber ősökhöz is visszavezethető.

## A Paint
Rebecca Tyler Lockhart ötlete volt 1961-ben, hogy külön kategóriába sorolják a foltos quarter lovakat. A quarter horse fajtában ez a mintázat addig nem volt elfogadott, így új szövetségre volt szükség. A texasi Fort Worthben 1965-ben alapították meg az Amerikai Paint Horse Szövetséget (APHA). Az első regisztrált ló a Lockhart tulajdonában lévő, 1962-es születésű Bandit's Pinto volt. A ló fekete színű volt, tobiano típusú fehér foltokkal. A paint horse-nak keresztelt új fajta egyedeit az APHA jegyzi. Napjainkban kb. 400 ezer bejegyzett példányt tartanak nyilván.
Nem minden paint horse foltos, ugyanis a szabályzatoknak megfelelően paint horse-ként regisztrálják azokat a nem foltos egyedeket is, melyeknek szülei fajtatiszta (akár foltos akár nem) paint horse-ok. Mind az AQHA(Amerikai Quarter Horse Egyesület)mind az APHA elfogadja a paintnek a quarter lóval történő párosítását.

## A Pinto
A Nemzeti Pinto Ló Regisztráció 1984-ben alakult a pinto mintázat népszerűsítésére. A szövetségnek több mint fél millió regisztrált egyede van már, és minden lovat bejegyeznek, amelyre kérelem érkezik. Tehát klasszikus értelemben véve nem beszélhetünk fajtáról, mivel a mintázaton kívül semmiféle elvárás sincs az egyedekkel szemben, alapvetően színregisztrációról van szó. A Paint lovakat elfogadják a Pinto egyesületnél is, így egy ilyen ló kétféle regisztrációval is rendelkezhet.

### Színek
Két típusú jegyzettség általános, a tobiano és az overo.
1. Tobiano: Nagy, szabálytalanul elszórt fehér foltok. A fej és a lábak általában fehérek.
2. Overo: A fehér foltok főleg a test közepén helyezkednek el. Klasszikus formája, a keretes overo esetében a gerincvonal, a has alja és a lábak sötétek maradnak, mintegy keretbe foglalják a fehér részeket. Az overo gén homozigóta formában halálos. Az ilyen csikó hófehéren születik, és néhány napon belül elpusztul.
3. Tovero: A tobiano és az overo gént együtt hordozó ló mintázata. A két alapminta fehér foltjai összeadódnak, egy ilyen ló testén nagy mennyiségű fehér terület található.
4. Sabino: Ezt a mintát nem sorolják a klasszikus pinto minták közé, de egyes sabino lovak megjelenése beleillik a típusba. A sabino foltok széle elmosódott, deres hatású. A Paint horse fajtában a sabinot az overo egyik változatának tekintik, bár genetikai értelemben és megjelenésében is jól elkülönülő, önálló típusról van szó.

## Hasznosítása
A foltos ló a szabadidős és a versenysport területén egyaránt sokoldalú. A quater lóhoz hasonlóan kiváló teljesítményt nyújt a trail, a pleasure, a reining, a cutting, a working cowhorse és a western túralovaglás területén. Különösen jó természete és erős idegzete rendkívüli családszeretetével párosul, ezért a foltos ló ideális társ a szabadidő eltöltésében is.

## Galéria

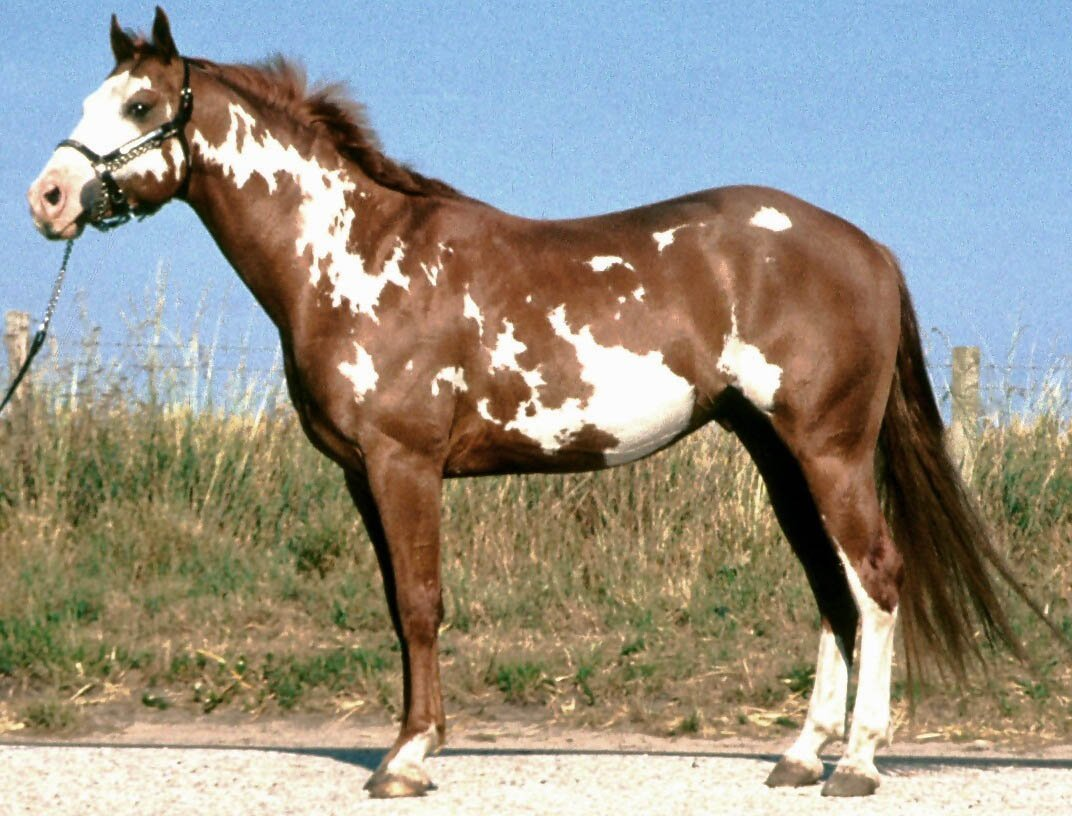
Overo mintás ló
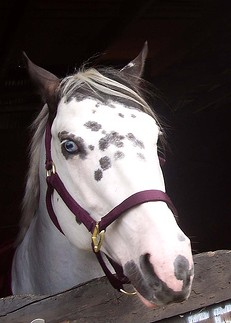
Tovero mintás ló jellegzetes kék szemmel
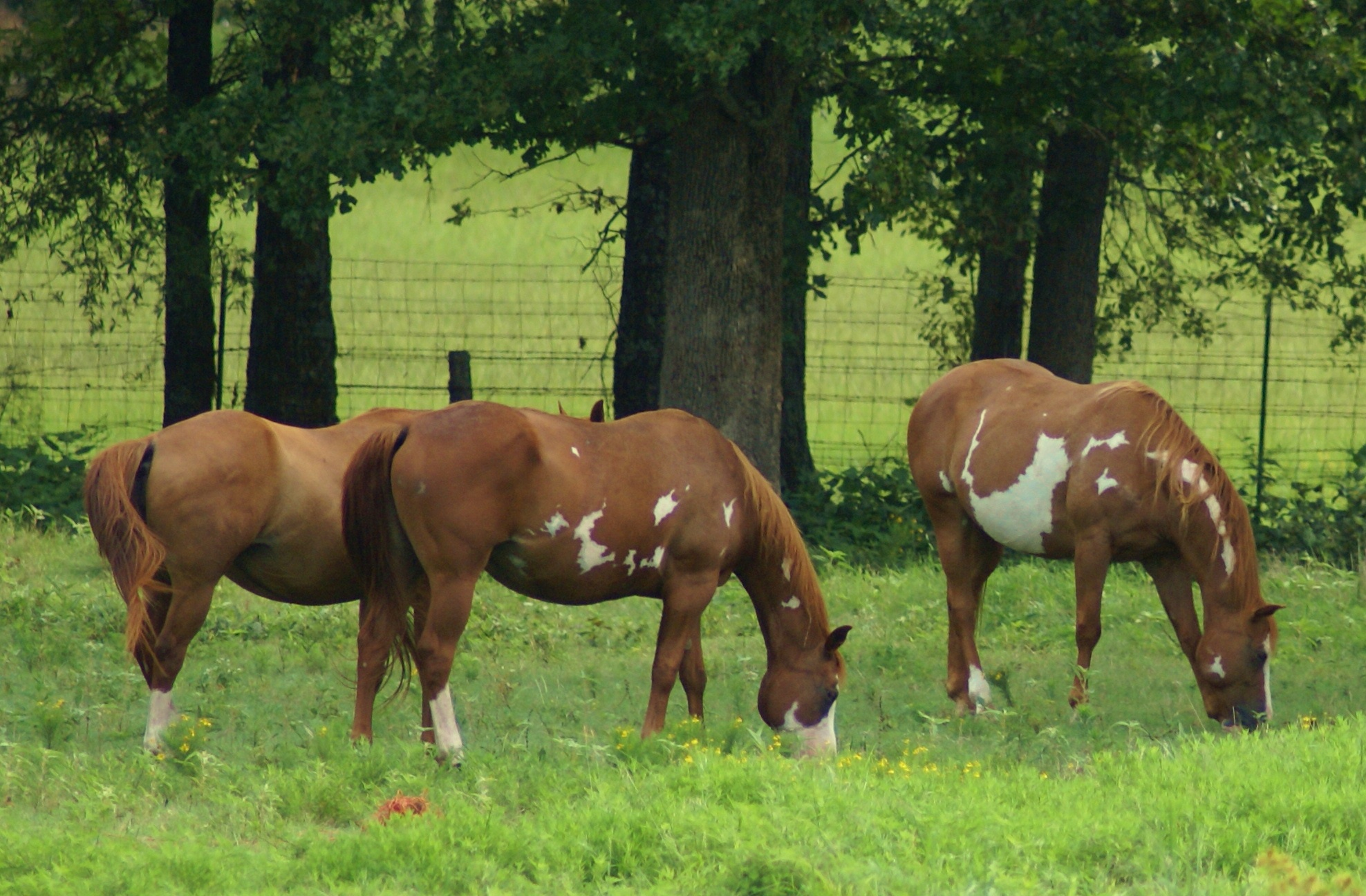
Legelésző amerikai foltos lovak
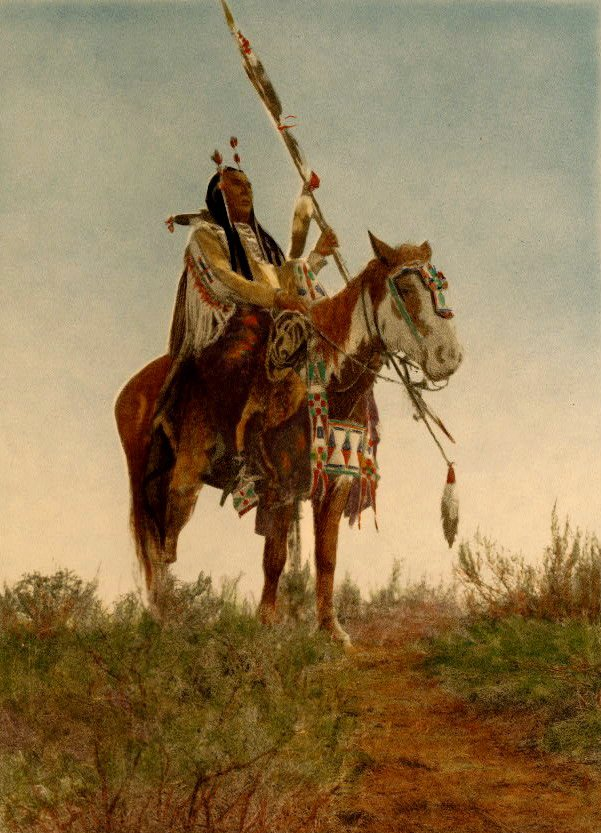
Az észak-amerikai indiánok lova, a foltos ló
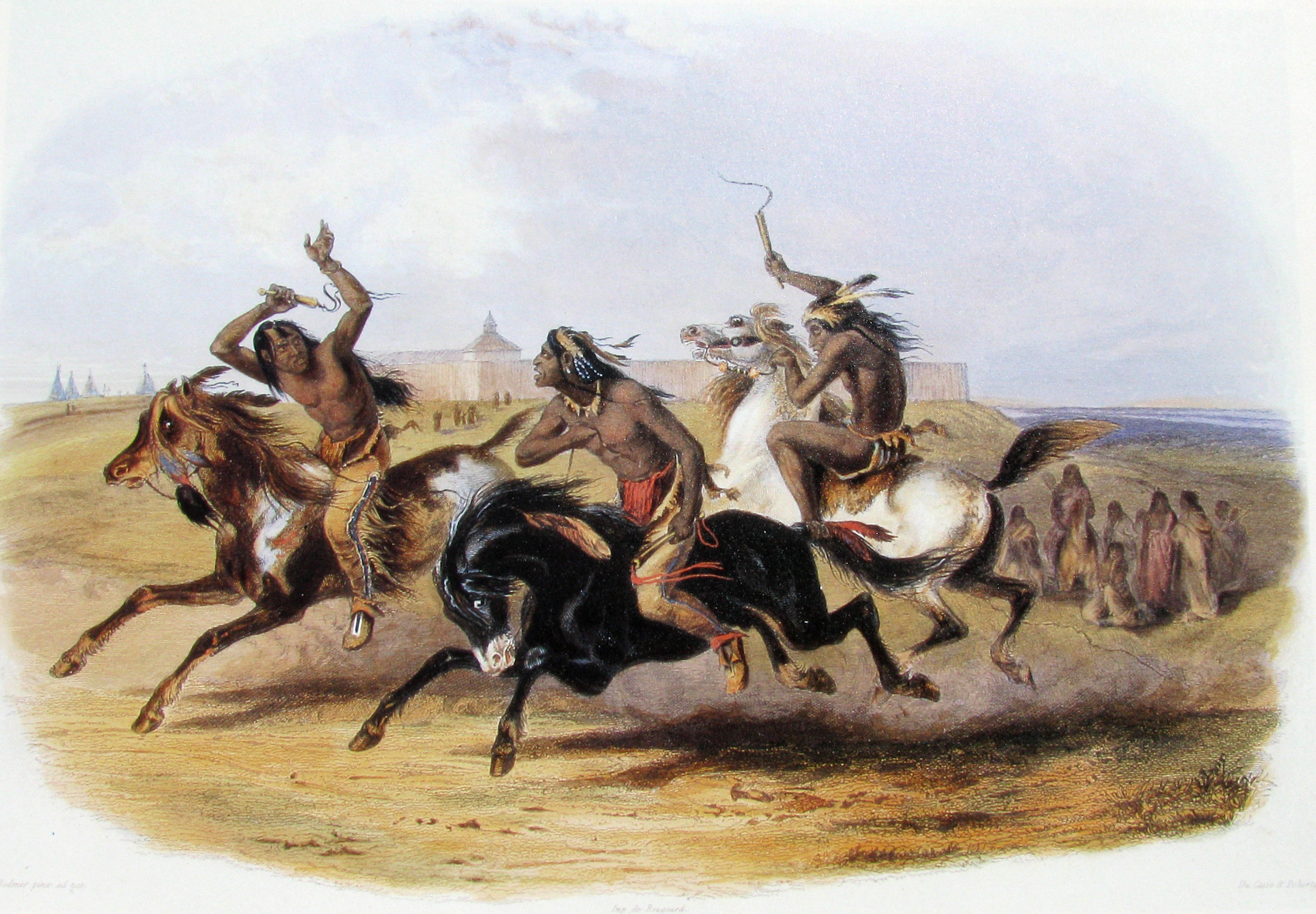
Indián lóverseny